# Natthakit Aiamiaoo
Natthakit Aiamiaoo (thailändisch ณัฐกิตติ์ เอี่ยมละออ, * 26. Dezember 2004), auch als Amp bekannt, ist ein thailändischer Fußballspieler.

## Karriere
Natthakit Aiamiaoo unterschrieb seinen ersten Vertrag im Januar 2023 beim Uthai Thani FC. Der Verein aus Uthai Thani spielte in der zweiten Liga, der Thai League 2. Sein Zweitligadebüt gab Natthakit Aiamiaoo am 28. Januar 2023 (21. Spieltag) im Auswärtsspiel gegen den Krabi FC. Bei der 3:0-Niederlage stand er in der Startelf und wurde nach der Halbzeitpause gegen Phattharaphon Jansuwan ausgewechselt. Am Ende der Saison wurde er mit Uthai Thani Tabellendritter und qualifizierte sich somit für die Aufstiegsspiele zur ersten Liga. Hier konnte man sich im Finale gegen den Customs United FC durchsetzen und stieg in die erste Liga auf. Zu Beginn der Saison 2023/24 wechselte er im Juli 2023 auf Leihbasis zum Drittligisten Angthong FC. Mit dem Verein aus Ang Thong spielt er in der Western Region der Liga. Am Ende der Saison 2023/24 wurde er mit dem KLub Vizemeister der Region. In den Aufstiegsspielen zur zweiten Liga konnte man sich jedoch nicht durchsetzen. Für Angthong bestritt er elf Ligaspiele. Nach der Ausleihe kehrte er im Sommer nach Uthai Thani zurück. Hier wurde sein Vertrag jedoch nicht verlängert. Im Juli 2024 wechselte er nach Pathum Thani zu dem in Central Region spielenden Drittligisten North Bangkok University FC. Am Ende der Saison 2024/25 feierte er mit dem Verein die Meisterschaft der Region.

## Erfolge
North Bangkok University FC
- Thai League 3 – Central: 2024/25